# George Don senior
George Don senior (* 1764; † 1814) war ein schottischer Botaniker. Sein offizielles botanisches Autorenkürzel lautet „Don“.

## Leben und Wirken
George Don senior war verheiratet mit Caroline Clementina Stuart. Aus der Ehe gingen die beiden Botaniker George Don junior und David Don sowie Patrick Neill Don (1806–1876) und James Edward Smith Don (1807–1861), hervor.
Er war Pflanzenzüchter mit eigener Gärtnerei in Doo Hillock bei Forfar. Von 1802 bis 1806 war er Hauptgärtner des Royal Botanic Garden Edinburgh. Er forschte über Moose und Samenpflanzen.

## Ehrungen
Nach George Don senior ist benannt die Gattung Donia R.Br. aus der Familie der Korbblütler (Asteraceae).